# Flughafen Buon Ma Thuot

i8
i11
i13
Der Flughafen Buon Ma Thuot (vietnamesisch Sân bay Buôn Ma Thuột, englisch Buon Ma Thuot Airport, IATA-Code: BMV, ICAO-Code: VVBM) ist ein regionaler Flughafen der Provinzhauptstadt Buôn Ma Thuột in der vietnamesischen Provinz Đắk Lắk. Der Flughafen wird auch mit dem Namen Phung-Duc Airport bezeichnet.

## Lage und Anfahrt
Der Flughafen liegt östlich der Stadt.

## Flugplatzmerkmale
Der Tower (TWR) sendet und empfängt auf der Frequenz 118,3 oder 130,0 MHz.
Der Flughafen verfügt über verschiedene Navigationshilfen.
Das ungerichtete Funkfeuer (NDB) sendet auf der Frequenz 386 kHz mit der Kennung BU.
Das Drehfunkfeuer (VOR) sendet auf Frequenz 112,1 MHz mit der Kennung BMT.
Ein Distance Measuring Equipment (DME) ist vorhanden.

## Fluggesellschaften und Ziele
Der Flughafen wird von einigen Fluggesellschaften angeflogen:
- Vietnam Airlines nach Hanoi, Da Nang, Ho Chi Minh City

## Zwischenfälle
- Am 20. Oktober 1968 fiel an einer Douglas DC-3/C-47D der United States Air Force (USAF) (Luftfahrzeugkennzeichen 45-934) auf einem Flug von Saigon nach Da Nang das Triebwerk Nr. 2 (rechts) aus. Es gelang der Besatzung nicht, den zugehörigen Propeller in die Segelstellung zu bringen. Beim Versuch, den Flughafen Buon Ma Thuot für eine Notlandung zu erreichen, schlug das Flugzeug bei schlechtem Wetter im Gelände auf. Alle 23 Insassen, zwölf Besatzungsmitglieder und 11 Passagiere, wurden getötet.[4]

- Am 19. März 1973 stürzte eine aus Saigon kommende Douglas DC-4 der Air Vietnam (XV-NUI) im Anflug auf den Flughafen Buon Ma Thuot 6,5 Kilometer südlich davon ab. Ursache war eine Explosion im Frachtraum in der Nähe des Hauptholms. Alle 58 Insassen, 5 Besatzungsmitglieder und 53 Passagiere kamen ums Leben.[5]